# Дизниленд
Дизниленд парк, првобитно Дизниленд (енгл. Disneyland), је први од два забавна парка изграђена у Дизниленд одмаралишту у Анахајму, Калифорнија, отворен 17. јула 1955. године. То је једини тематски парк који је пројектован и изграђен до краја под директним надзором Волта Дизнија. Првобитно је то била једина атракција на имању; његово званично име је промењено у Дизниленд парк да би се разликовао од комплекса који се ширио 1990-их. Био је то први Дизнијев тематски парк.
Волт Дизни је дошао до концепта Дизниленда након што је посетио разне забавне паркове са својим ћеркама 1930-их и 1940-их. У почетку је замислио да изгради туристичку атракцију у близини својих студија у Бербанку како би забавио фанове који су желели да посете; међутим, убрзо је схватио да је предложено место премало. Након што је ангажовао Истраживачки институт Станфорд да изврши студију изводљивости којом би се одредила одговарајућа локација за његов пројекат, Дизни је купио 65 хектара земље код Анахајма 1953. године. Парк је дизајнирао креативни тим, који је Волт одабрао из интерних и спољашњих талената. Основали су WED Enterprises, претечу данашњег Walt Disney Imagineering. Изградња је почела 1954. године, а парк је отворен током специјалног телевизијског догађаја за штампу на ABC телевизијској мрежи 17. јула 1955. године.
Од свог отварања, Дизниленд је прошао кроз проширења и велика реновирања, укључујући додавање Трга Њу Орлеанса 1966. године, земље медведа (сада Critter Country) 1972. године, Микијевог Тунтауна 1993. и Ратови звезда : Галаксија ивица 2019. Отворен 2001. године, Дизнијев калифорнијски авантуристички парк изграђен је на месту оригиналног паркинга Дизниленда.
Дизниленд има већу кумулативну посећеност од било ког другог тематског парка на свету, са 726 милиона посета откако је отворен (од децембра 2018). Године 2018. парк је имао приближно 18,6 милиона посета, што га чини другим најпосећенијим забавним парком на свету те године, иза Magic Kingdom, парка којег је Дизниленд инспирисао. Према Дизнијевом извештају из марта 2005. године, Дизниленд одмаралиште подржава 65.700 радних места, укључујући око 20.000 директних запослених у Дизнију и 3.800 запослених ван корпорације (независни извођачи или њихови запослени). Дизни је најавио „Пројекат Звездана прашина“ 2019. године, који је укључивао велика структурална реновирања парка како би се повећао број посетилаца.
Федерална управа за ваздухопловство, Сједињених Америчких Држава, прогласила је зону забрањеног ваздушног простора око Дизниленда и неких околних подручја са центром у Замку Успаване лепотице . Никаквим авионима, укључујући рекреативне и комерцијалне дронове, није дозвољено да лете унутар ове зоне; овај ниво се дели само са Walt Disney World, другим деловима критичне инфраструктуре (војне базе) у Сједињеним Државама и кад год председник Сједињених Држава путује ван Вашингтона
Овакав парк постоји на пет места: у Анахајму (у близини Лос Анђелеса, Калифорнија, САД), Орланду (Флорида, САД), Токију (Јапан), Паризу (Француска) и Хонгконгу.

## Дизниленд у Паризу
Париски Дизниленд (фр. Disneyland Resort Paris) се налази у предграђу Париза, на 35 минута вожње од центра града, и до њега се може стићи посебном линијом метроа. Састоји се од два засебна дела Дизниленд парка (енгл. Disneyland park) и Дизнијевог студија (енгл. Walt Disney studios). На самом улазу у Дизниленд парк налази се Дизниленд хотел. У истој улици (Main Street U.S.A.) су смештене продавнице, посластичарнице, ресторани и кафеи. Остатак парка је подељено на четири зоне- Adventureland, Frontierland, Fantasyland и Discoveryland. У оквиру парка налазе се возићи, зачарана Снежанина шума, замак из бајке, кућа страха, брод за крстарење, летелице и свемирски бродови, гусарске пећине, итд. Дизнијев студио је мањи и у њему су све вожње везане за игране филмове. Такође, у њему се налази и биоскоп, као и бројни ресторани и продавнице. У оба парка се играју уличне представе, а увече главном улицом пролази и поворка са Дизнијевим јунацима. Постоји и Дизни село (Disney vilage) у који је улаз бесплатан.
Дизниленд је ове године прославио петнаест година свог постојања и поводом тога је од 14. јула до 26. августа сваке вечери приређивана специјална парада и ватромет.